# Montesquieu

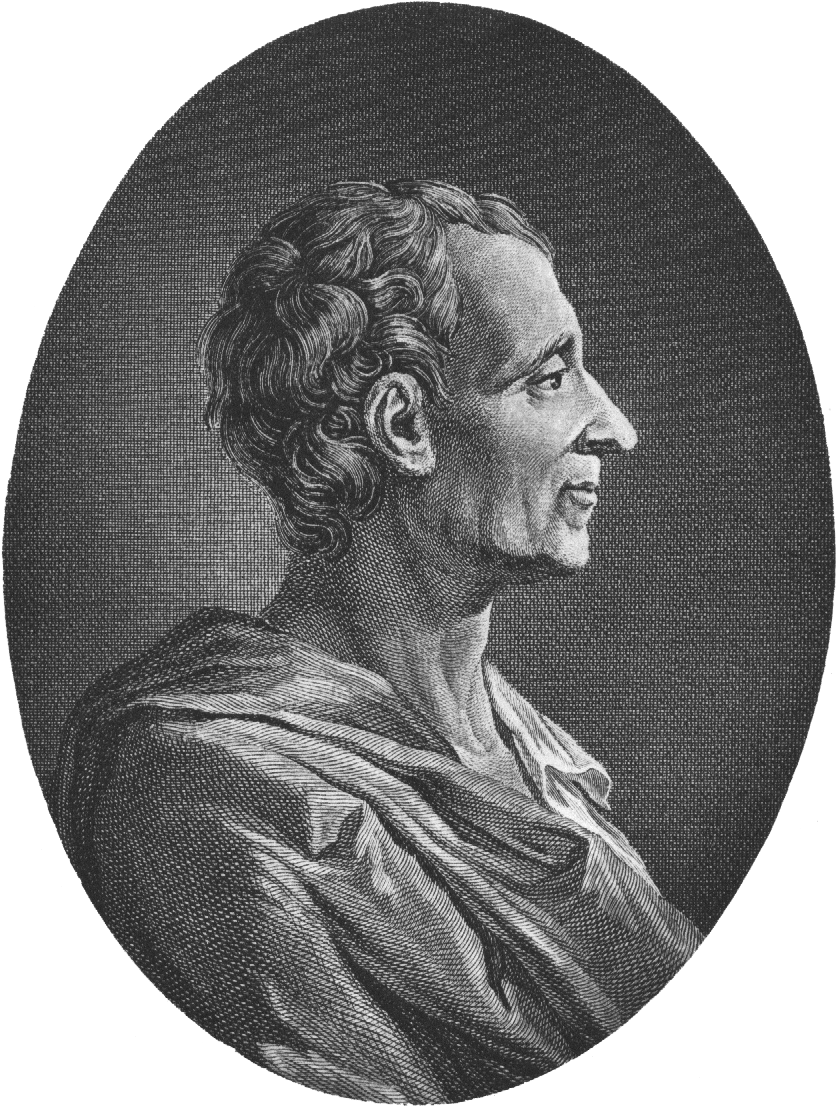
Charles Louis de Secondat, Baró de Montesquieu

Charles Louis de Secondat, baró de la Brèda i de Montesquieu (conegut internacionalment sota el nom afrancesat de Montesquieu) (La Brèda, Gascunya, 18 de gener del 1689 - París, 10 de febrer del 1755) fou un filòsof francès del Segle de les Llums.

## Biografia
Neix al Castell de la Brèda, a pocs quilòmetres de Bordeus, el mateix any que el Parlament anglès, gràcies a la Bill of Rights, imposa definitivament una monarquia constitucional a Anglaterra mentre que a França el llarg regnat de Lluís XIV sembla assegurar el poder absolut del rei, malgrat la crisi i el descontentament que es manifesta a la seva mort el 1715.
A onze anys, marxa a Juilly (Illa de França) per seguir l'ensenyament dels Oratorians al Collège de Juilly. Estudia Dret a Bordeus i al 1709 torna a París, on entra en contacte amb els intel·lectuals. El 1714, després de la mort del seu pare, torna a La Brèda i ingressa en el Parlament de Bordeus com a conseller. El 30 d'abril del 1715 es casa amb la calvinista rica Jeanne de Lartigue. El 1716 hereta de la part del seu oncle les seves terres i el nom Montesquieu, tot com la seva fortuna i el càrrec de President del Parlament.
Publica les Cartes perses amb 32 anys, el 1721, i el seu èxit és fulminant en la societat francesa de l'època de la Regència. Ingressarà a l'Acadèmia Francesa el 1727 i es trasllada a Anglaterra el 1729, en què és escollit membre de la Royal Society. El maig d'aquell mateix any s'inicia a The Horn, la lògia de Westminster. Els seus tres anys a Anglaterra resulten crucials per al seu desenvolupament intel·lectual. El 1734 publica Consideracions sobre les causes de la grandesa i la decadència dels romans, un important assaig sobre els romans.
L'esperit de les lleis es publica a Ginebra el 1748. El 1750, per respondre a les crítiques dels jansenistes i els jesuïtes, publica la Defensa de l'Esperit de les Lleis, però tanmateix, el 1751 l'Església catòlica inclou L'esperit de les lleis a l'Index Librorum Prohibitorum ('Índex de llibres prohibits').
Dos són fonamentalment els punts que els diferents autors insisteixen a assenyalar l'aportació original de Montesquieu a l'estudi científic de les societats humanes:
- Montesquieu escomet la tasca científica de descriure la realitat social segons un mètode analític i «positiu» que no es deté en la pura descripció empirista de fets, sinó que intenta organitzar la multiplicitat de dades de la realitat social en un reduït nombre de tipus.
- Donar una «resposta sociològica» a l'aparent diversitat dels fets socials, sota el supòsit que existeix un ordre o causalitat d'aquests fets susceptible d'una interpretació racional.

És considerat un dels precursors del liberalisme i va ser qui va elaborar la teoria de la separació de poders.

## Filosofia de la història
La filosofia de la història de Montesquieu va minimitzar el paper de les persones i els esdeveniments individuals. Va exposar l'opinió a Consideracions sobre les causes de la grandesa dels romans i la seva decadència, que cada esdeveniment històric estava impulsat per un moviment principal:
| « | No és l'atzar el que governa el món. Pregunteu als romans, que tenien una seqüència contínua d'èxits quan es guiaven per un pla determinat, i una seqüència ininterrompuda d'inversions quan en seguien un altre. Hi ha causes generals, morals i físiques, que actuen en tota monarquia, elevant-la, mantenint-la o llançant-la a terra. Tots els accidents estan controlats per aquestes causes. I si l'atzar d'una batalla, és a dir, una causa particular, ha portat un estat a la ruïna, alguna causa general feia necessari que aquest estat morís d'una sola batalla. En una paraula, la tendència principal atrau amb ella tots els accidents particulars. | » |

En discutir la transició de la República a l'Imperi, va suggerir que si César i Pompeu no haguessin treballat per usurpar el govern de la República, altres homes s'haurien aixecat al seu lloc. La causa no va ser l'ambició de Cèsar o Pompeu, sinó l'ambició de l'home.

## Visions polítiques
Montesquieu es considera un dels pares de l'antropologia, que inclouen Heròdot i Tàcit, com un dels primers a estendre els mètodes comparatius de classificació a les formes polítiques de les societats humanes. En efecte, l'antropòleg polític francès Georges Balandier considerava Montesquieu com l'iniciador d'una empresa científica que durant un temps va exercir el paper d'antropologia cultural i social. Segons l'antropòleg social DF Pocock, L'esperit de la llei de Montesquieu va ser el primer intent coherent d'estudiar les varietats de la societat humana, classificar-les i comparar-les i, dins de la societat, estudiar la interfunció de les institucions.
Émile Durkheim, assenyala David W. Carrithers, fins i tot va arribar a suggerir que va ser precisament aquesta constatació de la interrelació dels fenòmens socials la que va portar a l'existència de la ciència social. L'antropologia política de Montesquieu va donar lloc a la seva influent visió que les formes de govern es recolzen en principis rectors: virtut per a les repúbliques, honor per a les monarquies i por als despotismes. Els fundadors nord-americans van estudiar les opinions de Montesquieu sobre com els anglesos van aconseguir la llibertat separant els poders executiu, legislatiu i judicial, i quan Caterina la Gran va escriure la seva Nakaz (instrucció) per a l'Assemblea Legislativa que havia creat per aclarir el codi de llei rus existent, va declarar haver manllevat molt de l'Esperit de la llei de Montesquieu, encara que va descartar o alterar parts que no donaven suport a la monarquia burocràtica absolutista de Rússia.
L'obra més influent de Montesquieu va dividir la societat francesa en tres classes: la monarquia, l'aristocràcia i els comuns. Montesquieu va veure existir dos tipus de poder governamental: el sobirà i l'administratiu. Els poders administratius eren l'executiu, el legislatiu i el judicial. Aquests haurien d'estar separats i dependents els uns dels altres, de manera que la influència d'una potència no podria superar la de les altres dues, ja sigui individualment o en combinació. Aquesta va ser una idea radical perquè no segueix l'estructura dels tres Estats de la monarquia francesa: el clergat, l'aristocràcia i el poble en general representat pels Estats generals, esborrant així l'últim vestigi d'una estructura feudal.
La teoria de la separació de poders deriva en gran part de L'esperit de la llei:
A cada estat hi ha tres tipus de poder: l'autoritat legislativa, l'autoritat executiva per a les coses que deriven del dret de les nacions i l'autoritat executiva per a aquelles que provenen del dret civil.
En virtut de la primera, el príncep o magistrat dicta lleis temporals o perpètues, i modifica o deroga les que ja s'han promulgat. Per la segona, fa la pau o la guerra, envia o rep ambaixades, estableix la seguretat pública i proveeix contra les invasions. Pel tercer, castiga els delinqüents, o determina les disputes que sorgeixen entre individus. Aquest últim l'anomenarem poder judicial, i l'altre, simplement, poder executiu de l'estat.
Montesquieu defensa que cada poder només hauria d'exercir les seves pròpies funcions; aquí és força explícit:
Quan en una mateixa persona o en el mateix cos de magistratura es combina el poder legislatiu amb el poder executiu, no hi ha llibertat, perquè es pot témer que el mateix monarca o el mateix senat facin lleis tiràniques per dur-les a terme de manera tirànica.
De nou no hi ha llibertat si l'autoritat de jutjar no està separada de les autoritats legislatives i executives. Si es combina amb l'autoritat legislativa, el poder sobre la vida i la llibertat dels ciutadans seria arbitrari, perquè el jutge seria el legislador. Si es combina amb el poder executiu, el jutge podria tenir la força d'un opressor.
Tot es perdria si el mateix home o el mateix cos de principals, o de nobles o de poble, exercissin aquests tres poders: el de fer lleis, el d'executar les resolucions públiques i el de jutjar els delictes o disputes entre individus.
Si el poder legislatiu nomena els poders executiu i judicial, com ha indicat Montesquieu, no hi haurà separació ni divisió dels seus poders, ja que el poder de nomenar comporta el poder de revocació.
El poder executiu ha d'estar en mans d'un monarca, perquè aquesta part del govern, que gairebé sempre requereix una acció immediata, està millor administrada per un que per diversos, mentre que allò que depèn del poder legislatiu està sovint millor organitzat per diversos que per una sola persona.
Si no hi hagués monarca, i el poder executiu s'encarregués d'un nombre determinat de persones escollides del cos legislatiu, això seria la fi de la llibertat, perquè les dues autoritats s'unirien, tenint les mateixes persones a vegades, i sempre en un posició a tenir, un paper en tots dos.
Montesquieu identifica tres formes principals de govern, cadascuna suportada per un principi social: les monarquies (governs lliures encapçalats per una figura hereditària, per exemple, rei, reina, emperador), que es basen en el principi d'honor; repúbliques (governs lliures encapçalats per líders electes popularment), que es basen en el principi de virtut; i els despotismes (no lliures), encapçalats per dèspotes que es basen en la por. Els governs lliures depenen d'acords constitucionals que estableixen controls i equilibris. Montesquieu dedica un capítol de L'esperit de la llei a una discussió sobre com la constitució anglesa va sostenir la llibertat (XI, 6), i un altre a les realitats de la política anglesa (XIX, 27). Pel que fa a França, els poders intermedis (inclosa la noblesa) la noblesa i els parlaments havien estat afeblits per Lluís XIV, i acollien l'enfortiment del poder parlamentari el 1715.
Montesquieu va defensar la reforma de l'esclavitud a L'esperit de la llei, argumentant específicament que l'esclavitud era inherentment incorrecta perquè tots els humans neixen iguals, però que potser es podria justificar en el context de climes amb calor intensa, on els treballadors se sentirien menys inclinats. per treballar voluntàriament. Com a part de la seva defensa, va presentar una llista hipotètica satírica d'arguments a favor de l'esclavitud. A la llista hipotètica, irònicament enumeraria els arguments a favor de l'esclavitud sense més comentaris, inclòs un argument que afirmava que el sucre es faria massa car sense el treball gratuït dels esclaus.
Mentre es dirigia als lectors francesos de la seva Teoria general, John Maynard Keynes va descriure Montesquieu com l'equivalent francès real d’Adam Smith, el més gran dels vostres economistes, amb el cap i les espatlles per sobre dels fisiòcrates en penetració, claredat i bon sentit (que són les qualitats). un economista hauria de tenir).

## Teoria meteorològica del clima
Un altre exemple del pensament antropològic de Montesquieu, esbossat a L'esperit de la llei i insinuat en Cartes perses, és la seva teoria del clima meteorològic, que sosté que el clima pot influir substancialment en la naturalesa de l'home i la seva societat, una teoria promoguda també pel naturalista francès Georges-Louis Leclerc, comte de Buffon. En posar èmfasi en les influències ambientals com a condició material de la vida, Montesquieu va prefigurar la preocupació de l'antropologia moderna per l'impacte de les condicions materials, com ara les fonts d'energia disponibles, els sistemes de producció organitzats i les tecnologies, en el creixement de sistemes socioculturals complexos.
Arriba a afirmar que certs climes són més favorables que d'altres, essent el clima temperat de França l'ideal. La seva opinió és que les persones que viuen en països molt càlids són massa temperats, mentre que els dels països del nord són gelats o rígids. El clima de l'Europa mitjana és, per tant, òptim. Sobre aquest punt, Montesquieu pot haver estat influenciat per un pronunciament similar a les Histories d'Herodot, on fa una distinció entre el clima temperat ideal de Grècia en oposició al clima massa fred d'Escítia i el clima massa càlid d'Egipte. Aquesta era una creença comuna a l'època, i també es pot trobar dins dels escrits mèdics de l'època d'Heròdot, inclòs el En aires, aigües, llocs del corpus hipocràtic. Una afirmació semblant es pot trobar a Germania de Tàcit, un dels autors preferits de Montesquieu.
Philip M. Parker, al seu llibre Physioeconomics (MIT Press, 2000), avala la teoria de Montesquieu i defensa que bona part de la variació econòmica entre països s'explica per l'efecte fisiològic dels diferents climes.
Des d'una perspectiva sociològica, Louis Althusser, en la seva anàlisi de la revolució de Montesquieu en el mètode, va al·ludir al caràcter seminal de la inclusió de l'antropologia de factors materials, com el clima, en l'explicació de la dinàmica social i les formes polítiques. Alguns exemples de determinats factors climàtics i geogràfics que van donar lloc a sistemes socials cada cop més complexos inclouen els que van ser propicis per a l'auge de l'agricultura i la domesticació de plantes i animals salvatges.

## Obres de Montesquieu
- La Damnation éternelle des païens (1711)
- Éloge de la sincérité (1717)
- Lettres persanes (1721), novel·la epistolar
- Le Temple de Gnide (1725), poema en prosa
- Réflexions sur la monarchie universelle en Europe (1734).[13] L'únic exemplar d'aquesta obra es conserva a la Biblioteca Municipal de Bordeus (referència MS 2511).

- Histoire Véritable
- Arsace et Isméni[14]
- Considérations sur les causes de la grandeur des Romains et de leur décadence (1734)
- De l'esprit des lois, 1748. De l'Esprit des lois.
- Défense de l'Esprit des lois (1750)
- Essai sur le goût (1757)
- Pensées (col·lecció de reflexions personals)
- Spicilège  (recull de notes, anècdotes, etc.)
- Discours sur la cause de l'écho[15]
- Discours sur l'usage des glandes rénales
- Discours sur la cause de la pesanteur des corps
- Mémoire sur le principe et la nature du mouvement (anteriorment titulada: Dissertation sur le mouvement relatif)
- Notes sur l'Angleterre (edició pòstuma)
- Correspondance. Es van recuperar mil cartes de Montesquieu, tot i que se'n van perdre bastantes.